# Thurman (Nueva York)
Thurman es un pueblo ubicado en el condado de Warren en el estado estadounidense de Nueva York. En el año 2000 tenía una población de 1,199 habitantes y una densidad poblacional de 5.1 personas por km².

## Geografía
Thurman se encuentra ubicado en las coordenadas 43°31′15″N 73°54′8″O / 43.52083, -73.90222.

## Demografía
Según la Oficina del Censo en 2000 los ingresos medios por hogar en la localidad eran de $36,382, y los ingresos medios por familia eran $38,523. Los hombres tenían unos ingresos medios de $31,111 frente a los $22,829 para las mujeres. La renta per cápita para la localidad era de $16,278. Alrededor del 11.9% de la población estaban por debajo del umbral de pobreza.